# Cuba en los Juegos Olímpicos de Río de Janeiro 2016
Cuba participó en los Juegos Olímpicos de Río de Janeiro 2016 con una delegación de 123 atletas en 19 disciplinas deportivas. Fue la vigésima ocasión que asistió a la justa deportiva, en la que ganaron 11 medallas, de las cuales 5 fueron de oro, 2 de plata y 4 de bronce. El luchador olímpico Mijaín López fue el abanderado en la ceremonia de apertura.

## Participación
De las once medallas ganadas por la delegación cubana en esta edición, 10 fueron provenientes de deportes de combate, la mayoría de ellas del boxeo con 6. De las 5 medallas de oro conquistadas, tres fueron aportadas por boxeadores y dos por luchadores en la especialidad grecorromana. Fue el segundo menor monto de medallas acumuladas por los caribeños desde los Juegos Olímpicos de Múnich 1972 cuando se adjudicaron 8 preseas en total.

### Medallero
Los siguientes competidores cubanos ganaron medallas en los juegos. 
| Medalla           | Nombre               | Deporte            | Evento               | Fecha        |
| ----------------- | -------------------- | ------------------ | -------------------- | ------------ |
| Medalla de oro    | Ismael Borrero       | Lucha grecorromana | 59 kg masculino      | 14 de agosto |
| Medalla de oro    | Mijaín López         | Lucha grecorromana | 130 kg               | 15 de agosto |
| Medalla de oro    | Julio César La Cruz  | Boxeo              | 81 kg masculino      | 18 de agosto |
| Medalla de oro    | Robeisy Ramírez      | Boxeo              | 56 kg masculino      | 20 de agosto |
| Medalla de oro    | Arlen López          | Boxeo              | 75 kg masculino      | 20 de agosto |
| Medalla de plata  | Idalys Ortiz         | Judo               | 78 kg femenino       | 12 de agosto |
| Medalla de plata  | Yasmany Lugo Cabrera | Lucha grecorromana | 98 kg masculino      | 16 de agosto |
| Medalla de bronce | Joahnys Argilagos    | Boxeo              | 49 kg masculino      | 12 de agosto |
| Medalla de bronce | Erislandy Savón      | Boxeo              | 91 kg masculino      | 13 de agosto |
| Medalla de bronce | Lázaro Álvarez       | Boxeo              | 60 kg masculino      | 14 de agosto |
| Medalla de bronce | Denia Caballero      | Atletismo          | Lanzamiento de disco | 15 de agosto |

### Medallistas

#### Oro
En la lucha grecorromana, Ismael Borrero aportó el primer triunfo de Cuba en los Juegos Olímpicos en la categoría -59 kg el 14 de agosto. Debutante en la justa deportiva, llegó a la final en la que batió al japonés Shinobu Ota por superioridad técnica. En categorías livianas únicamente Lázaro Rivas había conquistado una medalla de plata en los Juegos Olímpicos de Sídney 2000. El 15 de agosto, fue el turno de Mijaín López quien venció a Riza Kayaalp en los pesos super pesados, en lo que era su tercer triunfo consecutivo en Juegos Olímpicos y que lo ubicó a la par de Félix Savón, Teófilo Stevenson y el equipo femenino de voleibol, todos con tres metales dorados en la historia olímpica para la nación caribeña.
El 18 de agosto Julio César La Cruz se alzó con la medalla de oro en el boxeo en la categoría de -81 kg, de paso el primer título olímpico en dicha categoría para el pugilismo cubano. Para La Cruz significó su segunda participación en Juegos Olímpicos.
El 20 de agosto dos representantes del boxeo sumaron otras dos medallas de oro. Robeisy Ramírez ganó el combate final al estadounidense Shakur Stevenson en la categoría de -56 kg, en lo que era su segundo triunfo olímpico con 22 años de edad, ya que en el 2012 se había adjudicado también la presea dorada, pero en los -52 kg. Posteriormente Arlen López se estrenó en los Juegos con la corona olímpica de los -75 kg sobre el uzbeko Bektemir Melikuziev por decisión unánime.

#### Plata
En la competencia de judo, Idalys Ortiz arribó a la final por segunda ocasión consecutiva para defender su título del 2012 en los pesos pesados. Sin embargo, cayó en la disputa por la medalla dorada ante la francesa Émilie Andéol para agenciarse la medalla de plata del certamen. Asimismo, Yasmany Lugo, otro debutante en los Juegos de Verano, perdió la final ante Artur Alexanian en los -98 kg de la lucha grecorromana.

#### Bronce
La primera medalla para Cuba en Río de Janeiro llegó en el boxeo en la categoría de -49 kg con Joahnys Argilagos el día 12 de agosto. Argilagos, quien debutaba en Juegos Olímpicos a sus 19 años, había avanzado a la semifinal en la que cayó derrotado por decisión dividida ante Yuberjén Martínez lo que le valió asegurarse la presea de bronce.
De igual forma, Erislandy Savón fue derrotado en la categoría de los pesos pesados (+90 kg) en la fase de semifinales ante Vassiliy Levit por decisión unánime, que le agenció la medalla de bronce el 13 de agosto; y el día siguiente, 14 de agosto, Lázaro Álvarez también se vio imposibilitado de pasar a la final de los -60 kg al ser batido por decisión unánime ante el local Robson Conceição. Ambos hicieron su segunda participación en Juegos Olímpicos.
El 16 de agosto, en el atletismo, Denia Caballero se alzó con el bronce del lanzamiento de disco con registro de 65,34 m, en lo que era también su segunda experiencia en los Juegos Olímpicos.

## Deportistas clasificados
Atleta con diploma olímpico.

### Atletismo
| - Yulenmis Aguilar (lanzamiento de jabalina) - Rose Mary Almanza (800 m) - Edel Amores (4 × 100 m) - Dailín Belmonte (maratón) - Daisurami Bonne (4 × 400 m) - Denia Caballero (lanzamiento de disco) - Yaniel Carrero (100 m, 4 × 100 m) - Gilda Casanova (4 × 400 m) - Adrián Chacón (4 × 400 m) - Evelyn Cipriano (4 × 400 m) - Williams Collazo (4 × 400 m) - Sahily Diago (800 m) - Jorge Yadián Fernández (lanzamiento de disco) - Yirisleydi Ford (lanzamiento de martillo) - Arialis Gandulla (100 m, 200 m) - Yordani García (Decatlón) - Roxana Gómez (4 × 400 m) - José Luis Gaspar (400 m vallas, 4 × 400 m) - Zurian Hechavarría (400 m vallas) - Roberto Janet (lanzamiento de martillo) - Yoandys Lescay (400 m, 4 × 400 m) - Yaniuvis López (lanzamiento de peso) | - Lázaro Martínez Santrayll (triple salto) - Maykel Massó (salto de longitud) - Reynier Mena (200 m, 4 × 100 m) - Yordan O'Farrill (100 m vallas) - Osmaidel Pellicier (4 × 400 m) - Richer Pérez (maratón) - Yaimé Pérez (lanzamiento de disco) - Pedro Pichardo (triple salto) - Jhoanis Portilla (100 m vallas) - Liadagmis Povea (triple salto) - Reidis Ramos (4 × 100 m) - Ernesto Revé (triple salto) - Dayron Robles (110 m vallas) - Yorgelis Rodríguez (heptatlón) - César Yuniel Ruiz (4 × 100 m) - Yarisley Silva (salto con pértiga) - Roberto Skyers (200 m, 4 × 100 m) - Leonel Suárez (decatlón) - Lisneidy Veitía (800 m) - Saily Viart (lanzamiento de bala) - Leandro Zamora (400 m vallas) |

### Bádminton
- Osleni Guerrero

### Boxeo
| - Lázaro Álvarez (-60 kg) - Joahnys Argilagos (-49 kg) - Roniel Iglesias (-69 kg) - Julio César La Cruz (-81 kg) - Arlen López (-75 kg) | - Leinier Peró (+91 kg) - Robeisy Ramírez (-56 kg) - Erislandy Savón (+91 kg) - Yasnier Toledo (-64 kg) - Yosbany Veitía (-52 kg) |

### Ciclismo
- Arlenis Sierra (ruta)
- Lisandra Guerra (velocidad y keirin)
- Marlies Mejías (ómnium)

### Esgrima
- Yohandry Iriarte (sable)

### Gimnasia
- Marcia Videaux (concurso completo)
- Manrique Larduet (concurso completo, barras paralelas)
- Randy Lerú (concurso completo)

### Halterofilia
- Marina Rodríguez (63 kg)
- Yoelmis Hernández (85 kg)

### Lucha
| - Yowlys Bonne (58 kg, libre) - Ismael Borrero (59 kg, grecorromana) - Javier Cortina (97 kg, libre) - Yurisandy Hernández (75 kg, grecorromana) - Liván López (74 kg, libre) | - Mijaín López (130 kg, grecorromana) - Yasmany Lugo (98 kg, grecorromana) - Miguel Martínez (66 kg, grecorromana) - Reineris Salas (86 kg, libre) - Alejandro Valdés (65 kg, libre) |

### Natación
- Elisbet Gámez (200 m libre)
- Luis Vega Torres (400 m cuatro estilos)

| Atleta           | Prueba        | Series  | Series | Semifinal | Semifinal | Final     | Final     |
| Atleta           | Prueba        | Tiempo  | Lugar  | Tiempo    | Lugar     | Tiempo    | Lugar     |
| ---------------- | ------------- | ------- | ------ | --------- | --------- | --------- | --------- |
| Luis Vega Torres | 400 m estilos | 4:27,27 | 26     | —         | —         | No avanzó | No avanzó |

### Pentatlón moderno
- José Ricardo Figueroa
- Leydi Moya

### Piragüismo
- Fernando Dayán (C2 1000 m)
- Jorge Antonio García (K2 1000 m)
- Yusmari Mengana  (K1 200 m y K1 500 m)
- Reinier Torres (K2 1000 m)
- Serguey Torres  (C2 1000 m)
- Fidel Vargas (K1 200 m)

### Remo
| - Ángel Fournier (scull individual) - Licet Hernández (Doble scull ligero) - Liosbel Hernández (Doble scull ligero) - Raúl Hernández Hidalgo (Doble scull ligero) - Yislena Hernández (Doble scull ligero) | - Adrián Oquendo (Doble scull) - Eduardo Rubio Rodríguez (Doble scull) |

### Taekwondo
- Rafael Alba Castillo

### Tenis de mesa
- Andy Pereira (individual)
- Jorge Moisés Campos (individual)

### Tiro
| - Eglys de la Cruz (Rifle 3 posiciones 50 m) - Reinier Estopiñán (rifle tres posiciones 50 m) - Jorge Grau Portrillé (pistola 50 m) - Alexander Molerio (rifle tres posiciones 50 m) | - Dianelys Pérez (rifle tres posiciones 50 m) - Leuris Pupo (pistola rápida de fuego 25 m) - Juan Miguel Rodríguez (skeet) |

### Tiro con arco
- Adrián Puentes

### Voleibol
- Selección masculina de voleibol de Cuba

### Voleibol playa
- Nivaldo Díaz
- Sergio González Bayard

### Judo
| - José Armenteros (-100 kg) - Yalennis Castillo (-78 kg) - Mariset Espinosa (-63 kg) - Magdiel Estrada (-73 kg) - Alex García Mendoza (+100 kg) | - Asley González (-90 kg) - Dayaris Mestre (-48 kg) - Idalis Ortiz (+78 kg) - Iván Felipe Silva (-81 kg) |